# Richard Nürnberger

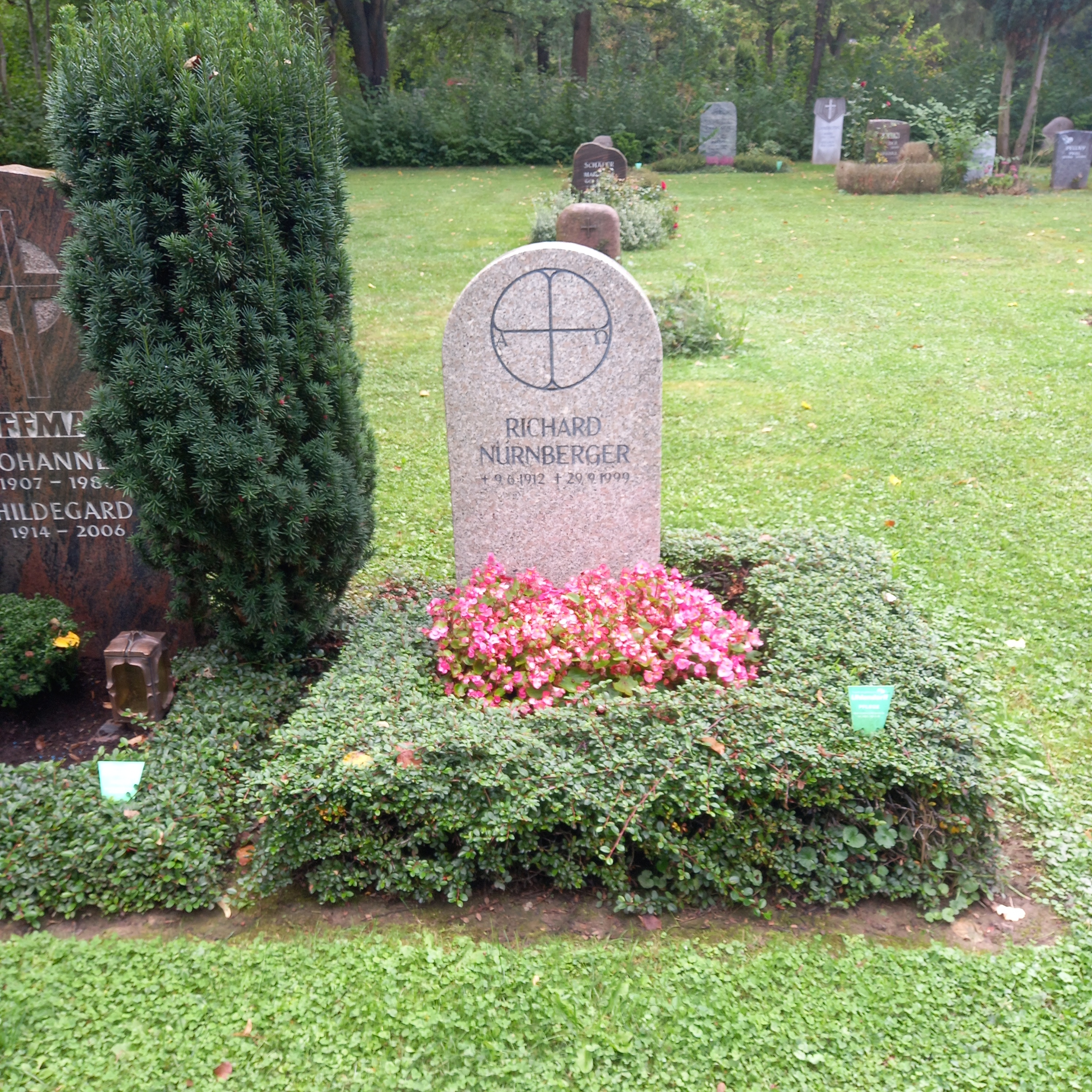
Das Grab von Richard Nürnberger auf dem Parkfriedhof Junkerberg in Göttingen

Richard Nürnberger (* 9. Juni 1912 in Eisleben; † 29. September 1999 in Göttingen) war ein deutscher Historiker.
Der Sohn eines Studienrates studierte von 1931 bis 1937 an den Universitäten Heidelberg, Berlin, Halle und Freiburg i. Br. Geschichte, Germanistik, Kunstgeschichte und Philosophie. Sein akademischer Lehrer war Gerhard Ritter. Im Jahr 1936 wurde er bei Ritter in Freiburg promoviert mit der Arbeit Kirche und weltliche Obrigkeit bei Melanchthon. Anschließend war Nürnberger Forschungsstipendiat an der Universität Freiburg. Eine Ernennung zum Dozenten blieb aus, da Nürnberger den Hitlergruß zu Beginn seiner Lehrveranstaltungen verweigerte. Seit Februar 1940 leistete er für mehr als drei Jahre Kriegsdienst. Im Mai 1944 habilitierte er sich bei Ritter in Freiburg i. Br. mit einer Arbeit über die Politisierung des französischen Protestantismus. Nach Kriegsende war Nürnberger als Dozent und als wissenschaftlicher Assistent an der Universität Freiburg tätig. Seit 1949 war Nürnberger außerordentlicher Professor an der Universität Bonn. Seit 1955 lehrte Nürnberger als Nachfolger von Siegfried A. Kaehler als ordentlicher Professor für Neuere Geschichte an der Universität Göttingen. Eine zwischenzeitliche Berufung an die Universität Hamburg lehnte er ab. In Göttingen wurde er 1980 emeritiert. Zu Nürnbergers bedeutendsten Schülern gehörten Thomas Nipperdey und Eike Wolgast. 
Seit 1956 war er Mitglied des Max-Planck-Instituts für Geschichte in Göttingen und seit 1963 Mitglied der Akademie der Wissenschaften zu Göttingen. Nürnberger war Gründungsmitglied in der Preußischen Historischen Kommission und war tätig im Arbeitskreis für moderne Sozialgeschichte, im Wissenschaftlichen Arbeitskreis für Mitteldeutschland, in der Vereinigung zur Erforschung der Neueren Geschichte. Von 1991 bis 1997 war Nürnberger Stellvertretender Vorsitzender im Göttinger Arbeitskreis.
Seine Forschungsschwerpunkte waren die Geschichte der Reformation im 16. Jahrhundert und die Geschichte des 19. und 20. Jahrhunderts. Dissertation und Habilitation behandelten bedeutende Themen des 16. Jahrhunderts. Außerdem befasste Nürnberger sich besonders mit der europäischen Staatenwelt und der Geschichte der Französischen Revolution und ihrer Idee. Im Rahmen der „Propyläen Weltgeschichte“ verfasste er für den achten Band Das Zeitalter der französischen Revolution und Napoleons (1960). In diesem thematischen Kontext steht auch die 1971 veröffentlichte Abhandlung Die Lehre von der Politik an der Universität Göttingen während der französischen Revolution. Im Zusammenhang mit der Reformationsgeschichte gab er 1961 von Philipp Melanchthon die humanistischen Schriften heraus. Außerdem widmete er sich der preußischen Geschichte und vor allem der Zeit Friedrichs des Großen. Im Jahr 1986 erschien von Nürnberger die kleine Schrift Friedrich der Große als Staatsmann. Weitere Abhandlungen zur preußischen Geschichte waren Rauch’s Friedrich-Denkmal historisch-politisch gesehen (1970), Ständische Arbeitsteilung im preußischen Allgemeinen Landrecht (1975) und Städtische Selbstverwaltung und sozialer Wandel im Königreich und in der Provinz Hannover während des 19. Jahrhunderts (1985).

## Schriften
Monographien
- Die Politisierung des französischen Protestantismus. Calvin und die Anfänge des protestantischen Radikalismus. Mohr, Tübingen 1984 (Zugleich: Freiburg i. Br., Universität, Habilitations-Schrift, 1944).
- Kirche und weltliche Obrigkeit bei Melanchthon. Triltsch, Würzburg (Freiburg i. Br., Universität, Dissertation, 1936).

Herausgeberschaften
- Festschrift für Gerhard Ritter zu seinem 60. Geburtstag. Mohr, Tübingen 1950.